# Mancomunidad Sayagua
La mancomunidad Sayagua o, según sus estatutos, «Abastecimiento de Agua Comarca de Sayago» es una agrupación voluntaria de municipios para la gestión en común de determinados servicios de competencia municipal, creada por varios municipios en la provincia de Zamora, de la comunidad autónoma de Castilla y León, España.
Tiene personalidad jurídica propia, además de la consideración de entidad local. Engloba una población de casi 5.000 habitantes diseminados en diferentes núcleos de población de la comarca de Sayago.

## Municipios integrados
La mancomunidad de Sayagua está formada por los siguientes municipios: Alfaraz de Sayago, Almeida de Sayago, Argañín, Bermillo de Sayago, Carbellino, Fariza, Fermoselle, Fresno de Sayago, Gamones, Luelmo de Sayago, Moral de Sayago, Moraleja de Sayago, Moralina de Sayago, Muga de Sayago, Peñausende, Pereruela, Roelos de Sayago, Salce, Torregamones, Villadepera y Villar del Buey.

## Sede
Sus órganos de gobierno y administración tienen su sede en la localidad de Bermillo de Sayago.

## Fines
Sayagua, conforme a sus estatutos sociales, tiene reconocidos los siguientes fines:
- Estudio general del abastecimiento a la Zona de Sayago.
- Captación, instalación y prestación del servicio.
- Gestión y administración de todos los Municipios mancomunados.
- Realización de proyectos.
- Realización de obras necesarias para un adecuado abastecimiento a la población.
- Recogida y tratamiento de residuos sólidos.
- Establecer un vertedero común.
- Tratamiento de residuos sólidos y líquidos, así como actuaciones dirigidas a mejorar la sanidad ambiental en aspectos tales como desratización, desinsectaciones, etc.
- Ampliación, mejora y sostenimiento de alumbrados públicos.
- Arreglo y mejora de caminos que unen los pueblos de la mancomunidad y lugares de situación de instalaciones de la misma.
- Colaboración con otras administraciones públicas para tratar de evitar deficiencias sanitarias, tanto de carácter médico como veterinario, así como paliar posibles consecuencias.
- Desarrollo cultural, deportivo y turístico de la zona.
- En general, todos los que se relacionan de modo directo o inmediato con los que antecederi y se especifican.

## Estructura orgánica
El gobierno, administración y representación de la Mancomunidad corresponde a los siguientes órganos: Consejo de la mancomunidad, presidente, vicepresidente y comisión de gobierno.